# Immortal (EP)
Immortal ist die erste EP der norwegischen Metal-Band Immortal.

## Entstehung
Nach der Gründung als Death-Metal-Band und der Veröffentlichung der Demos The Northern Upins Death und Suffocate zeigte die französische Plattenfirma Listenable Records Interesse an der Veröffentlichung einer 7"-Single von Immortal. Unter dem Einfluss von Euronymous (Mayhem) wandte die Band sich dem Black Metal zu. 1991 wurden die beiden neuen Lieder Unholy Forces of Evil und The Cold Winds of Funeral Frost geschrieben und mit Pytten als Toningenieur aufgenommen.

## Titelliste
1. Diabolical Fullmoon Mysticism (intro) – 0:42
2. Unholy Forces of Evil – 4:28
3. The Cold Winds of Funeral Frost – 3:40

## Musik und Texte
Diabolical Fullmoon Mysticism (intro) ist ein atmosphärisches Intro, das mit industrial-artigem Lärm beginnt, in den dann ein Schlagzeug einfließt, das nach Einsetzen des Keyboards kaum noch gespielt wird. In diesen Klang fügen sich schließlich mit Nachhall unterlegte Schreie ein.
Die eigentlichen Lieder sind stark an Bathory angelehnt und variieren größtenteils zwischen mittlerem und niedrigem Tempo. Die Musik ist roh und mit dumpfem Schlagzeugklang produziert.
Unholy Forces of Evil handelt von dunklen, blasphemischen Riten, bei denen lebende Opfer dargebracht werden und Dämonen in den Flammen anwesend sind.
In The Cold Winds of Funeral Frost marschiert der Protagonist auf der Suche nach der Ewigkeit unter einem blutroten Mond bei Nebel und Kälte durch nordische Gebirge und Täler. Nach beinahe 3 Minuten ist eine instrumentale, durchgehend schnelle Passage zu hören, die mittels Fadeout ausgeblendet wird.

## Gestaltung
Das Schallplattencover zeigt Immortals Schriftzug, die Rückseite eine Schwarzweiß-Abbildung der Band sowie die Titelliste, Angaben zur Aufnahme und Demonaz’ Kontaktadresse.

## Wiederveröffentlichungen
The Cold Winds of Funeral Frost wurde überarbeitet und erschien 1992 auf dem Debütalbum Diabolical Fullmoon Mysticism, wie auch Unholy Forces of Evil. Die Lieder der EP wurden 1996 auf der limitierten Version von Battles in the North wiederveröffentlicht 2000 wurden die Lieder von Immortals EP zusammen mit den ebenfalls vergriffenen Singles und EPs As the Shadows Rise (Emperor), Inn i evighetens mørke (Dimmu Borgir), My Angel (Arcturus) und Det glemte riket (Ancient) von Spikefarm Records unter dem Titel True Kings of Norway veröffentlicht.

## Kritiken
Wolf-Rüdiger Mühlmann vom Rock Hard bezeichnete Unholy Forces of Evil als „Gottnummer“, die zusammen mit dem Intro „zum Kult der nordischen Schwarzlehre“ gehöre. Die Band habe sich mit dieser EP „von Beginn an unsterblich gemacht - trotz matschigen Sounds“. Fenriz von Darkthrone zählt Immortal zu den Veröffentlichungen, „die den echten Blackmetalsound ausgemacht haben“.